# Dance of the dead: El Ball dels Morts
Dance of the dead: El Ball dels Morts és una pel·lícula independent estatunidenca de comèdia zombi del 2008, dirigida per Gregg Bishop i escrita per Joe Ballarini. La pel·lícula va comptar amb Jared Kusnitz, Greyson Chadwick, Chandler Darby, Lucas Till, Blair Redford i Carissa Capobianco. La trama gira al voltant de la misteriosa reanimació dels morts i els intents de diversos estudiants per salvar de l'atac la seva graduació de l'institut. S'ha doblat i subtitulat al català.
La pel·lícula es va estrenar al Mann's Chinese 6 Theatres de Los Angeles el 13 d'octubre de 2008, i llavors es va estrenar en DVD. La pel·lícula es va estrenar en diversos festivals de cinema al llarg del 2008, com el South by Southwest i al Festival de Cinema d'Atlanta, amb l'aclamació unànime de la crítica.
El film es va gravar a Rome (Geòrgia) i a Geòrgia del Nord.